# Vița de Vie
Vița de Vie (укр. виноградна лоза) — румунський колектив, створений 1996 року у Бухаресті. Колектив видав 6 студійних альбомів, 2 збірки та 2 сингли.

## Біографія
Створений 1996 року гурт записує перше демо в студії Адріана Ордеана. У 1997 році випущено дебютний альбом, «Rahova», під егідою звукозаписної компанії Zone Records. У 1998 році група, яка все ще перебуває в самому початку шляху, взяти участь в Турнірі «Hollywood Rock Tour» разом з колективами «Holograf», «Timpuri Noi».
У 1999 гурт зазнає популярності через випуск альбому «Fenomental», що супроводжується дебютним відео «Basu' și cu toba mare».
Альбом «Exxtra» був випущений в 2001 році, разом з відео «Sunetul mai tare» і «Liber». Альбом включає в себе співпрацю з гуртами: Șuie Paparude (у пісні «Zboara»), Paraziții (у пісні «Beat mort»), Ganja și K-Gula (у композиції «O noapte»).
У 2002 гурт отримує приз «UPFR» за «найкращий альтернативний альбом», відповідно альбом «Exxtra». Також цього року був виданий альбом «Doi», що містив відео до пісень «Visare», «Varză», і «Totata». У 2004 році гурт випускає альбом «9704», що містить найкращі пісні з перших 4 альбомів, і нову пісню під назвою «Îmi pasa», для якого записує і відео. Цього ж року гурт отримує нагороду «MTV Best Live».
2006 року гурт бере участь у соціальній кампанії «відкрий своє серце» ((рум.)) присвячений ВІЛ-інфікованим людям, а 2007 року проходить презентація альбому «Egon». Було створено власний лейбл «Music VdV».
2010 року виходить альбом «Fetish», концертний реліз якого відбувся 25 березня 2010 року.
На початку 2016 року колектив видає сингли «Inimi Surde», «Luna și noi» (саундтрек фільму «Ziua când am dat de aripi»). Згідно з інформацією на офіційному сайті, гурт наразі записує пісню «Metafora de toamna».

## Стиль виконання
У деяких піснях звучання відносять до схожого з Rage Against the Machine. Загалом, жанр колективу розцінюється, як альтернативний рок з рисами джазу, фанку, панк-року та хіп-хопу. Перші 5 років активності повністю можна жанрів ню-метал, реп-метал.

## Склад гурту

### Поточні учасники
- Adrian Despot — вокал, гітара
- Adrian Ciuplea — бас-гітара
- Cezar Popescu — гітара
- Sorin «Pupe» Tănase — ударні
- Mihai Ardelean — клавішні

### Колишні учасники
- Pepino — бас-гітара
- Vrabie — гітара
- Eugen Vasile 'Jojo' — гітара
- Mircea Preda 'Burete' — бас-гітара
- Sorin Dănescu 'Nasu' — вокал, клавішні

## Дискографія

### Студійні альбоми
- «Rahova» (1997)
- «Fenomental» (1999)
- «Exxtra» (2001)
- «Doi» (2002)
- «Egon» (2007)
- «Fetish» (2010)

### Збірки
- «9704» (2004)
- «Acustic» (2013)

### Радіосингли
- 2016 — «Inimi Surde»
- 2016 — «Luna și noi»

### Відеокліпи
| Рік  | Назва                                       |
| ---- | ------------------------------------------- |
| 1999 | «Basul și cu toba mare»                     |
| 2000 | «Vino la mine»                              |
| 2001 | «Sunetul mai tare»                          |
| 2001 | «Liber»                                     |
| 2002 | «Visare»                                    |
| 2003 | «Varză»                                     |
| 2003 | «Totata»                                    |
| 2004 | «Îmi pasă»                                  |
| 2007 | «Praf de stele»                             |
| 2010 | «Ești mai frumoasă (când plângi)»           |
| 2013 | «Lasat pustiu» (acoustic feat. Razvan Suma) |
| 2013 | «Vino la mine» (acoustic)                   |
| 2013 | «Basul și cu toba mare» (acoustic)          |
| 2013 | «Ce conteaza»                               |